# Justicia ciriloi
Justicia ciriloi är en akantusväxtart som beskrevs av T.F.Daniel. Justicia ciriloi ingår i släktet Justicia och familjen akantusväxter. Inga underarter finns listade i Catalogue of Life.